# Claudia Islas
Claudia Islas (Pachuca, Hidalgo, Meksiko, 17. srpnja 1946. –) meksička je glumica, a hrvatskoj je publici najpoznatija po ulozi zle Amparo u telenoveli Marisol.
Prije je bila poznata po svojoj ljepoti i plavoj kosi te je bila imućna, a zvana je meksičkom Brigitte Bardot, ali je osiromašila te je morala prodati svoj nakit kako bi preživjela.

## Biografija
Islas je rođena kao Elizabeth Islas Brasdefer u gradu Pachuci u Meksiku. Njezini su roditelji bili Luis Roberto Islas i María Luisa Brasdefer, pa stoga ima dva prezimena. Nakon što se udala za Jaimea Brava, znana je i kao Elizabeth Islas Brasdefer de Bravo.
Glumila je u mnogim filmovima i telenovelama, a najpoznatija joj je uloga iz telenovele Marisol, gdje je glumila zlu Marisolinu ujnu.
Od 2012. živi u Miamiju. Nažalost, Claudia je postala žrtvom velike prijevare zbog čega je izgubila mnogo novca te je bila prisiljena prodati nešto nakita da bi preživjela. Glumica Laura Zapata joj je pomogla.

## Telenovele
- Tú eres mi destino – Rebeca de Dávila
- Pasión y poder – Nina Montenegro
- Baila conmigo – Nelly Moll
- Corazón salvaje – Sofía Molina de Alcázar y Valle
- Marisol – Amparo de Garcés del Valle
- El alma no tiene color – Begoña Roldán
- Catalina y Sebastián – Adela Rivadeneira de Negrete
- Por ti – Virginia Montalbán
- Ángel Rebelde – Enriqueta Andueza